# Eduard Anton von Rotberg
Eduard Anselm Freiherr von Rotberg (1799 – 1884) foi um general da Baviera. Ele actuou como Ministro da Guerra do reino por um curto período em 1866.